# Tuixpa
Tuixpa (en armeni Տոսպ, Տուշպա֊Վան) va ser la segona i última capital del Regne d'Urartu (cap al 830 aC fins cap al 585 aC). La va elegir el rei Sarduri I després d'un atac assiri a l'antiga capital Arzachku (Malazgird), ciutat que estava més exposada. Algunes de les inscripcions més extenses sobre els reis d'Urartu es conserven allà. Van ser gravades a les parets de roca de la ciutat. Era un centre de culte, i es conserven, tallades a la roca, amples cambres amb unes funcions no ben determinades. Allà hi va haver una sublevació contra el rei Rusa II, i es van detenir i executar als conspiradors.
Els medes dirigits pel rei Ciaxares la van ocupar cap a l'any 590 aC. Els armenis l'anomenaven Tosp. Després se la va conèixer amb el nom de Van.

## Mapa de Tosp
L'Enciclopèdia Soviètica d'Armènia publicà una sèrie de mapes entre els quals hi ha el de la regió Vaspurakanesa de Tosp.

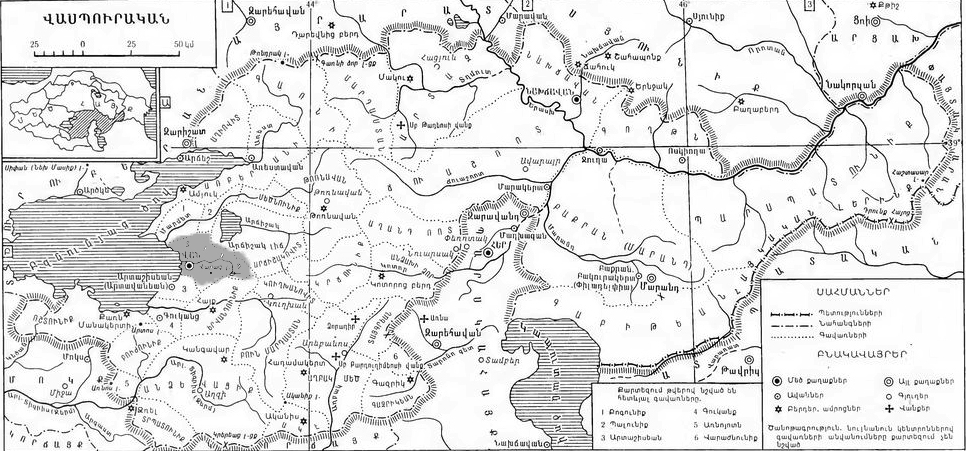
Mapa de la regió Vaspurakanesa de Tosp ombrejada tocant la vora est de l'estany Van. Enciclopèdia Soviètica.